# Antiemorragici
Gli agente antiemorragici sono sostanze che promuovono l'emostasi (arrestano il sanguinamento). Esso può anche essere conosciuto come agente emostatico.
Un emostatico (in inglese: stiptic) è un tipo specifico di agente antiemorragico che lavora formando tessuto per sigillare i vasi sanguigni danneggiati. Le matite emostatiche contengono "astringenti".
Gli agenti antiemorragici utilizzati in medicina hanno diversi meccanismi d'azione:
- farmaci sistemici che funzionano inibendo la fibrinolisi o promuovendo la coagulazione;
- agenti emostatici ad azione locale: lavorano provocando vasocostrizione o promuovendo l'aggregazione piastrinica.

## Usi medici
Gli agenti emostatici sono usati durante le procedure chirurgiche per ottenere l'emostasi e sono classificati come "emostatici, sigillanti e adesivi". Esse variano in base al loro meccanismo d'azione, la composizione, la facilità di applicazione, l'adesione al tessuto, l'immunogenicità e i costi. Questi agenti consentono una rapida emostasi, una migliore visualizzazione della zona chirurgica, tempi operativi più brevi, sono diminuite le necessità di trasfusioni, è diminuito il tempo di guarigione delle ferite e il miglioramento complessivo del tempo di recupero del paziente.